# Revival (film, 2013)
Revival je film Alice Nellis z roku 2013. Pojednává o členech kdysi slavné rockové kapely Smoke, která se rozpadla v roce 1972 a v současnosti uvažuje o comebacku. Film byl natáčen převážně během září a října 2012.
Poslední klapka padla 1. listopadu 2012 při na natáčení v pražském klubu SaSaZu, kde v rámci skutečného koncertu kapely Nightwork byly natočeny scény s filtivní kapelou Smoke i s fiktivní kapelou Darkwerk, kterou jako EMO-seskupení zahrála kapela Nightwork.
Vznik filmu podpořila společnost RWE.
Plakát k filmu se fotil na Žižkově a odkazuje k fotografii na albu Abbey Road od Beatles.
Na filmovém festivalu v Karlových Varech film získal diváckou cenu. Na festivalu Novoměstský hrnec smíchu dostala Alice Nellis cenu za nejlepší scénář a nejlepší režii.
DVD s filmem a soundtrack vyšly v listopadu 2013. Kromě soundtracku vyšlo v listopadu 2013 také album Revival Circus pod značkou Circus Ponorka.

## Obsazení
| Bolek Polívka    | Václav    |
| Miroslav Krobot  | Karel     |
| Karel Heřmánek   | Milan     |
| Marián Geišberg  | Otakar    |
| Zuzana Bydžovská | Yvonne    |
| Jenovéfa Boková  | Miriam    |
| Lucie Žáčková    | Ivanka    |
| Vojtěch Dyk      | Vojtěch   |
| Jana Hubinská    | Libuška   |
| Richard Genzer   | producent |

## Vývoj návštěvnosti v českých kinech
| Týden | Od – do                          | Diváků  | Tržby (Kč) |
| ----- | -------------------------------- | ------- | ---------- |
| 2.    | 15. červenec – 21. červenec 2013 | 68 248  | 8 387 121  |
| 3.    | 22. červenec – 28. červenec 2013 | 92 339  | 11 624 479 |
| 4.    | 29. červenec – 4. srpen 2013     | 117 308 | 15 007 354 |
| 5.    | 5. srpen – 11. srpen 2013        | 139 643 | 18 036 265 |
| 6.    | 12. srpen – 18. srpen 2013       | 157 251 | 20 413 020 |
| 13.   | 30. září – 6. října 2013         | 217 394 | 28 044 581 |

Údaje o divácích a tržbách jsou uvedeny kumulativně, zdrojem jsou data převzatá ze stránek Unie filmových distributorů.
Film byl s 240 312 diváky čtvrtým nejnavštěvovanějším českým filmem roku 2013 v kinech v Česku.

## Recenze
- František Fuka, FFFilm
- Mirka Spáčilová, iDNES.cz 10. července 2013